# Camponotus chongqingensis
Camponotus chongqingensis är en myrart som beskrevs av Wu och Wang 1989. Camponotus chongqingensis ingår i släktet hästmyror, och familjen myror. Inga underarter finns listade.